# Kikoriki: Equip invencible
Kikoriki: Equip invencible (originalment en rus: Смешарики. Начало, transcrit com a Smeixàriki. Natxalo) és una pel·lícula d'animació russa de 2011 que serveix com a preqüela de la sèrie Kikoriki. La pel·lícula es va estrenar a Rússia el 22 de desembre de 2011. La versió doblada al català es va estrenar als cinemes el 2017.

## Sinopsi
La vida a Kikoriki és senzilla i feliç fins que arriba la televisió. Els nens s'obsessionen amb el programa del superheroi Lucien que lluita contra un malvat. Per tal d'ajudar-lo decideixen anar a la ciutat a salvar la humanitat.